# スロヴェニア放送交響楽団
スロヴェニア放送交響楽団（Simfonični orkester RTV Slovenija）は、スロヴェニアの首都リュブリャナを本拠とするオーケストラ。日本ではリュブリャナ放送交響楽団、ユーゴスラビア国立リュブリャナ交響楽団という名称でも知られる。

## 歴史
1955年に創設されたスロヴェニア放送所属のオーケストラである。創設当初はリュブリャナ放送交響楽団という名称であり、のちに現在の名称に改名した。着実に力をつけ、1984年から1985年にかけてアメリカで行った演奏旅行では好評を博した。レパートリーの幅は広く、バロックから現代音楽までのオーケストラ曲のみならず、オペラ、オラトリオ、カンタータ、映画音楽などもレパートリーに組みこんでいる。また、スロヴェニアの作曲家の作品にも力を入れており、新作初演を数多く手がける他、優秀な作品に賞を与えて録音し、放送している。現在では他のジャンルの音楽家と共演する「クロスオーヴァー・プロジェクト」を進行させ、また、ノヴィ・サド音楽祭、ワールド・ミュージック・デイズ・イン・ザグレブ、ルガノ・フェスティバル、トープラッハ・グスタフ・マーラー・フェスティバル、ベオグラード音楽祭などに参加している。

## 歴代の音楽監督
- ウロシュ・プレボルシェック（1955年 - 1966年）
- サーモ・ヒュバッド（1966年 - 1980年）
- スタニスラフ・マークラ（1980年 - 1981年）
- アントン・ナヌート（1981年 - 1998年）
- リオール・シャンバダール（2000年 - 2003年）
- デイヴィッド・デ・ヴィリアーズ（2003年 - 2006年）
- エン・シャオ（2006年 - 2018年）
- ロッセン・ミラノフ（2019年 - ）

## 本拠地
放送交響楽団という特性上、本拠地は放送局であるが、コンサートは主にリュブリャナ市内のCankarjev Dom内のコンサートホール、Gallus' Hallにて行っている。1,545人収容のホールで、内装は白を基調にまとめられ、3階席まである比較的大きなホールである。